# 카를 폰 외스터라이히테셴
테셴 공작 카를 루트비히 요한 요제프 라우렌티우스 폰 외스터라이히 대공(독일어: Erzherzog Carl Ludwig Johann Joseph Laurentius von Österreich, Herzog von Teschen, 1771년 9월 5일 이탈리아 피렌체~1847년 4월 30일 오스트리아 빈)은 오스트리아의 대공으로 프랑스 혁명 전쟁과 나폴레옹 전쟁 당시 연합군 측의 몇 안 되는 유능한 사령관이었다. 신성로마제국의 레오폴트 2세와 스페인의 마리아 루도비카 사이에서 태어났으며, 후에 아기가 없는 테셴 여공 마리아 크리스티나 부부에게 입양되었다.

## 생애
1792년부터 프랑스와 전쟁을 시작해 1793년 알덴호벤 전투와 네르윈덴 전투에서 승리했고 같은 해 오스트리아령 네덜란드 총독, 1796년 오스트리아 라인지구 주둔군 총사령관으로 임명되었다. 카를 대공은 뛰어난 작전으로 프랑스의 장바티스트 주르당과 모로 장군을 격파하고 1799년 제1차 취리히 전투에서는 앙드레 마세나를 무찔렀다.
1805년 이탈리아 칼디에로 전투에서 마세나를 또 한번 무찔렀고 아스펜-에슬링 전투에서 오스트리아군을 지휘해 나폴레옹 군을 무찔렀다. 그러나 1809년 다시 바그람 전투에서 패배한 뒤에는 더 이상 나폴레옹 전쟁에 참가하지 않았다.
카를 대공의 뛰어난 전략 작전은 큰 영향을 미쳤고 1814년에 〈전략의 제원리, 1796년 독일 전투를 예로 풀어본다〉라는 책을 펴냈다.

## 결혼과 자식들
그는 나사우바일부르크 공녀 헨리에타와 결혼하였는데, 장녀인 마리아 테레사 이사벨라 다스부르고테셴은 양시칠리아 왕국의 왕비가 되었으며, 장남이었던 알브레히트 대공은 카를을 이어 테셴 공작이 되었다. 나머지 자식 둘은 합스부르크로트링겐 왕가와의 결속을 위해, 각각 오스트리아 대공, 여대공과 결혼하였다.

## 오스트리아 군 개혁
1801년부터 군 개혁에 착수했다. 그는 최고군사회의(Hafkriegsrat)의 권한을 인수하고, 병참 절차를 간소화시켰다. 오스트리아 최고의 야전지휘관이었지만, 궁중의 명사들과 경직된 고위 지휘부와 거리를 두는 경향이 있었다. 그는 측근이 자신들보다 지체 높은 이들에게 명령하는 것을 허용했다. 카를 대공은 역대 외무대신들과 끊임없이 충돌했고, 하나가 된 그의 적들은 그를 권력에서 끌어내릴 계책을 꾸몄다. 그들은 양동작전을 펴서 프란츠 2세(황제)의 동생 카를 대공의 인기에 대한 피해망상증을 이용하는 한편, 프란츠황제가 반나폴레옹 동맹에 가담하도록 부추겼다. 카를 대공은 군대가 프랑스에 맞서 싸울 처지가 못 되며 오스트리아의 재정을 안정시키기 위해서는 한동안 평화가 이어져야 한다는 주장을 굽히지 않았다. 이를 위해 그는 유럽에서 가장 유구한 지배 가문의 굴욕을 감수하고서라도 나폴레옹의 황제 지위를 인정할 뜻을 내비쳤다.
카를 대공은 평화를 지향함으로써 자신의 반대파에게 활로를 터주고 말았다. 1804년 봄, 영국수상에 취임한 윌리엄 피트가 빈의 궁정에 지원금을 제공하며 두둑한 뇌물을 돌리기 시작하자, 카를 대공의 적들이 일제히 공격에 나섰다. 그들은 우선 프란츠로 하여금 최고군사회의를 복원하도록 한 뒤, 카를 대공의 지지자들을 공지과 지휘계통에서 몰아냈다. 마지막으로 군사 문제에 있어서 카를 대공을 대체할 인물로서 칼 마크 폰 라이버리히 장군이 천거되었다.